# Speleonectes kakuki
Espèce
Speleonectes kakuki est une espèce de rémipèdes de la famille des Speleonectidae.

## Distribution
Cette espèce est endémique des Bahamas. Elle se rencontre dans les grottes anchialines Guardian Blue Hole, Conch Sound Blue et Stargate Blue Hole sur Andros et Gaiter’s Blue Hole sur l'île Cat.

## Étymologie
Cette espèce est nommée en l'honneur de Brian Kakuk.

## Publication originale
- Daenekas, Iliffe, Yager & Koenemann, 2009 : Speleonectes kakuki, a new species of Remipedia (Crustacea) from anchialine and sub-seafloor caves on Andros and Cat Island, Bahamas. Zootaxa, no 2016, p. 51–66.